# Argon–argondatering
Argon–argondatering (40Ar/39Ar-datering) är en radiometrisk dateringsmetod som liknar kalium-argondatering. I denna metod används sönderfallet av 40K till 40Ar* för att datera geologiska händelser, som vulkanutbrott och avkylningen av mineraler och lava. Denna teknik skiljer sig från kalium-argondateringstekniken genom att provet utsätts för neutronstrålning innan provet mäts med masspektrometer. Vid neutronbestrålningen konverteras en del av 39K till 39Ar. Kvoten mellan dotterprodukten 39Ar* och 39K (som fungerar som ställföreträdare för 40K) kan då bestämmas för provet. Detta är en praktisk fördel framför kalium-argondatering, där 40K och 40Ar måste mätas separat, och ger bätte noggrannhet vid mätningen.

## Metod
Provet krossas i allmänhet och enskilda kristaller väljs ut för att analyseras. Dessa bestrålas för att producera 39Ar från 39K. Provet förgasas sedan i en högvakuumspektrometer med hjälp av laser eller induktionsugn. Dateringen bygger på konversion av kalium till argon. Provet upphettas stegvis, vilket frigör argon från olika reservoarer i kristallkornet. Varje steg producerar argon med en särskild 40Ar/39Ar-kvot. Korrekt utförd ger denna metod en åldersbestämning med 1 %-2 % noggrannhet.